# کنسولگری عثمانی در تبریز
کنسولگری عثمانی در تبریز نمایندگی رسمی دیپلماتیک دولت امپراتوری عثمانی در شهر تبریز بود که از حدود ۱۲۲۶–۱۲۲۷ ق (۱۸۱۱ میلادی) فعالیت خود را آغاز کرد و تا سقوط عثمانی و تشکیل جمهوری ترکیه به کارش ادامه داد. این کنسولگری علاوه بر ارائه خدمات کنسولی، نقش مؤثری در پیوندهای تجاری–سیاسی و در تحولات انقلاب مشروطه ایران ایفا کرد؛ به ویژه زمانی که سرداران مشروطه‌خواه مانند ستارخان و باقرخان در سال ۱۳۲۷ ق در آنجا پناه گرفتند.

## تاریخچه
شکوفایی دیپلماتیک تبریز از دههٔ ۱۲۱۰ق (۱۸–۱۸۱۹ م) آغاز شد، زمانی که مسئولیت امور خارجه از تهران به ولیعهد استان آذربایجان، شاهزاده عباس میرزا واگذار شد. شاه در سال ۱۲۲۶ق سفیر عثمانی را رسماً به تبریز گمارد و به این ترتیب کنسولگری، در محله ارامنهٔ شهر مستقر گردید.

## مجاورت مجموعه و ساختمان
کنسولگری در محله ارمنی‌های تبریز قرار داشت، منطقه‌ای که جایگاه دیگر نمایندگی‌های بریتانیا، فرانسه و روسیه نیز بود.
ساختمان کنسولگری ظرف دو قرن تغییر محل یا بازسازی‌های محدود داشت، ولی شرح دقیقی از معماری آن به‌جامانده نیست؛ با این حال موقعیت ثابتی در ضلع جنوبی بازار  تبریز داشته شده است.

## عملکرد و فعالیت‌ها
کنسولگری عثمانی، نماینده روابط رسمی با حکومت قاجار محسوب می‌شد و وظیفه نظارت بر اتباع عثمانی، سفارت حق کنسولی، تسهیل تجارت منطقه‌ای با بندرهای عثمانی (مثل ترابزون)، امور حقوقی اتباع، و ارتباط با عباس میرزا و بعداً دولت مرکزی تهران را بر عهده داشت.

## نقش در انقلاب مشروطه ایران
در جريان محاصره تبریز توسط قوای محمدعلی‌شاه (۱۳۲۷ق)، ستارخان و باقرخان به همراه دیگر مشروطه‌خواهان وارد کنسولگری عثمانی شدند و تقاضاى حمایت و پناهندگی سیاسی کردند. سرکنسول عثمانی در آن زمان آنان را بدون رد درخواست، پذیرفت و اعلام حمایت کرد؛ این‌گونه که نامه‌ای برای حکومت ایران و نماینده روسیه فرستاده شد که اموال آنان حفظ می‌شود و هرگونه ادعا بایستی از طریق کنسولگری عثمانی پیگیری گردد.
اسناد موجود در «بایگانی عثمانی» نشان می‌دهد، در اسرع وقت، هیئت اعزامی فرستاده شده است و حتی طرح اعزام هنگی به مرز ایران جهت حفاظت احتمالی نیز مطرح شده بود.

## پایان فعالیت و دوران پس از قاجار
با آغاز جنگ جهانی اول در تابستان ۱۹۱۴ م، نیروهای روس در پی تهدید منطقه‌ای، دفاتر دیپلماتیک عثمانی در تبریز، ارومیه و خوی را تعطیل کردند.
سقوط عثمانی در ۱۹۱۸ م و پایان سلطنت قاجار در ایران (۱۹۲۵ م) و سپس ایجاد جمهوری ترکیه سبب شد کنسولگری رسماً تعطیل گردیده و وظایف آن بعدها در چارچوب یک نمایندگی جدید (کنسولگری ترکیهٔ مدرن) در همان شهر از نو آغاز شود.